# Before the Fall (film)
Before the Fall je americký hraný film z roku 2016, který režíroval Byrum Geisler podle vlastního scénáře. Snímek měl světovou premiéru na Chicago LGBT International Film Festivalu dne 25. září 2016.

## Děj
Lee Darcy je obviněn, že v opilosti napadl svou přítelkyni. O něco později po pobytu v léčebně přijde na večírek se svým kamarádem Chuckem. Večírek pořádá právník Ben Bennett, který se o jeho případ začne zajímat. Po zjištění nových skutečností se mu podaří zajistit otevření případu a Lee je poté osvobozen.

## Obsazení
| Ethan Sharrett   | Ben Bennett      |
| Chase Conner     | Lee Darcy        |
| Brandi Price     | Jane Gardiner    |
| Jason Mac        | Chuck Bingley    |
| Carol Marie Rinn | Cathy Burge      |
| Jonathan Horvath | George Wickham   |
| Bryan Pridgen    | Kittner Frost    |
| Daniel Wallen    | Lyle Jennings    |
| Clayton Van Huss | prokurátor       |
| Garrett Jackson  | soudce Jakson    |
| Wes Ross         | soudní zřízenec  |
| Lance Blaylock   | policista        |
| Morgan Sharrett  | Karen Wickham    |
| Dorinda Walters  | Kelly            |
| Bruce Coakley    | senátor Alderman |